# Pavel Kondr
Pavel Kondr (* 25. März 1942 in Plzeň) ist ein ehemaliger tschechoslowakischer Radrennfahrer.

## Sportliche Laufbahn
Kondr war Bahnradsportler und bestritt vorwiegend Ausdauerdisziplinen. Er war Teilnehmer der Olympischen Sommerspiele 1968 in Mexiko-Stadt. Dort startete in der Mannschaftsverfolgung und wurde dabei gemeinsam mit Jiří Daler, František Řezáč und Milan Puzrla 5. im Klassement.
1969 wurde er Vize-Meister in der Einerverfolgung hinter Jiří Kolář, nachdem er 1964 bereits Dritter geworden war.